# شیاف
شیاف (به انگلیسی: suppository) نوعی از اشکال استفاده از دارو و به صورت جامد است که در درجه حرارت بدن انسان نرم یا محلول می‌شود داروی موجود در شیاف، می‌تواند اثر موضعی یا کلی در بدن انسان داشته باشد.
ممکن است از شیاف‌ها برای معالجه درد، تب، گرفتگی عضلانی، بواسیر و یبوست استفاده بشود. شیاف به دلیل سرعت و تأثیرگذاری سریع در افراد مسن به شدت استفاده می‌شود.

## توصیف شیاف
شیاف نوعی شکل داروئی است که اثر درمانی آن از قرص سریعتر است. ممکن است شیاف‌ها به سه بخش تقسیم بشود.
- شیاف مقعدی

شیاف مقعدی فشنگی شکل است و وزنش از یک تا چهار گرم است. این شیاف می‌تواند محتوی داروهایی باشد که برای معالجه درد، تب، بواسیر و یبوست مصرف می‌شود.
- شیاف واژن

شیاف واژن به شکل کروی است و برای معالجه عفونت واژن مصرف می‌شود.
- شیاف ادراری

شیاف ادراری برای عفونت لوله ادراری مصرف می‌شود. امروزه این گونه شیاف به کار نمی‌رود.
- شیاف چشمی

برای تقویت دید که در طب سنتی معمول و مرسوم است.

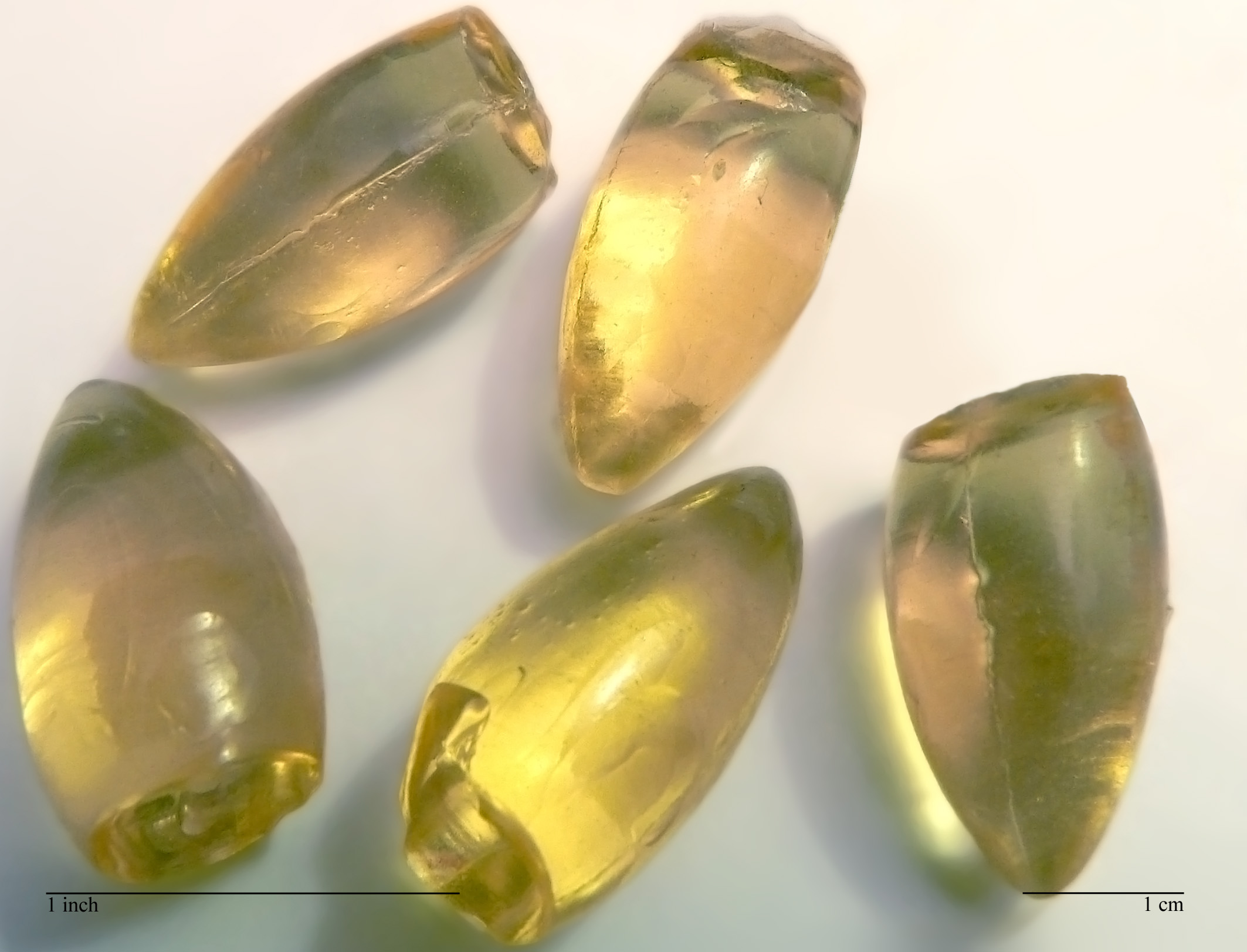
شیاف‌ها

## فایده مصرف شیاف
دارو پس از حل شدن شیاف از طریق رگهای روده‌ای وارد گردش خون می‌شود. این رگ روده‌ای از کبد عبور نمی‌کند و به این دلیل دارو به وسیله آنزیم‌های کبد تغییر نمی‌کند. اثر درمانی این دارو قوی تر و طولانی‌تر است.

## ماده اصلی شیاف
ماده‌ای که شیاف از آن تهیه می‌شود باید در درجه حرارت بدن نرم بشود و حساسیت زا نباشد. ماده اصلی شیاف به دو شکل طبیعی و مصنوعی وجود دارد.
- روغن کاکائو

ماده‌ای طبیعی است که از فشردن دانه کاکاو به دست می‌آید. از نظر تکنولوژی روغن کاکائو در حال حاضر در صنعت داروسازی به کار نمی‌رود. این ماده اکنون فقط به وسیله داروسازان استفاده می‌شود.
اگر از روغن کاکاو استفاده شود باید درجه حرارت روغن به‌طور دقیق کنترل شود تا باعث از بین رفتن خواص روغن در حرارت‌های بالا نشود.
- روغن‌های گیاهی
- ژلاتین

ماده طبیعی است که برای ساختن شیاف واژن به کار می‌رود.

## تقسیم‌بندی شیاف‌ها
از نظر فیزیکی شیاف‌ها به سه دسته تقسیم می‌شوند.
- شیاف تک فاز (دارو در شیاف محلول است)
- شیاف سوسپانسیون و شیاف امولسیون
- شیاف سوسپانسیون-امولسیون

## انواع شیاف مقعدی
- شیاف آنتی هموروئید: این دارو معمولاً در درمان هموروئید یا بواسیر نقش دارد اما در مواردی دیگر نیز کاربرد خواهد داشت. هموروئید به اتساع یا همان گشاد شدن عروق در ناحیه مقعد گفته می‌شود که علائمی مانند درد، سوزش، خارش و خونریزی را به همراه دارد. مصرف این چنین پمادها معمولاً در مراحل ابتدایی و برای رفع علائم این بیماری به کار می‌رود.
- شیاف گلیسیرین: شیاف گلیسیرین یا ®Fleet Baby lax (نام تجاری) یا شیاف لاکساتور از داروهای مسهل شناخته می‌شود که سبب اتساع مقعد و تحریک احساس دفع می‌شود هم‌چنین گلیسیرین با مکانیسم هیپراسمولار سبب جذب آب به درون کولون می‌شود. مهم‌ترین کاربرد شیاف گلیسیرین برای درمان یبوست است و بیشتر در بیمارانی مصرف می‌شوند که به دفع طبیعی مدفوع با استفاده از ملین وابسته هستند.
- شیاف دیکلوفناک: شیاف دیکلوفناک (Diclofenac) یکی از داروهای ضد التهاب غیر استروئیدی است که معمولاً جهت کنترل درد استفاده می‌شود. دیکلوفناک به عنوان کاهنده درد، تحریک، تورم و خشکی مفصل در آرتریت، نقرس و سایر بیماری‌های روماتیسمی و نیز برای درمان دیگر موارد درد مثل سردرد، درد عضلانی، درد قاعدگی، درد پس از جراحی و زایمان نیز استفاده می‌شود.
- شیاف ایندومتاسین: ایندومتاسین جزو داروهای ضد التهاب غیر استروئیدی (NSAID) می‌باشد و بنابراین دارویی مسکن و ضدالتهاب است. ایندومتاسین یکی از قوی‌ترین مسکن‌ها می‌باشد.

## ساختن شیاف
شیاف به وسیله قالبی یا پرسی ساخته می‌شود.

## قالبگیری شیاف

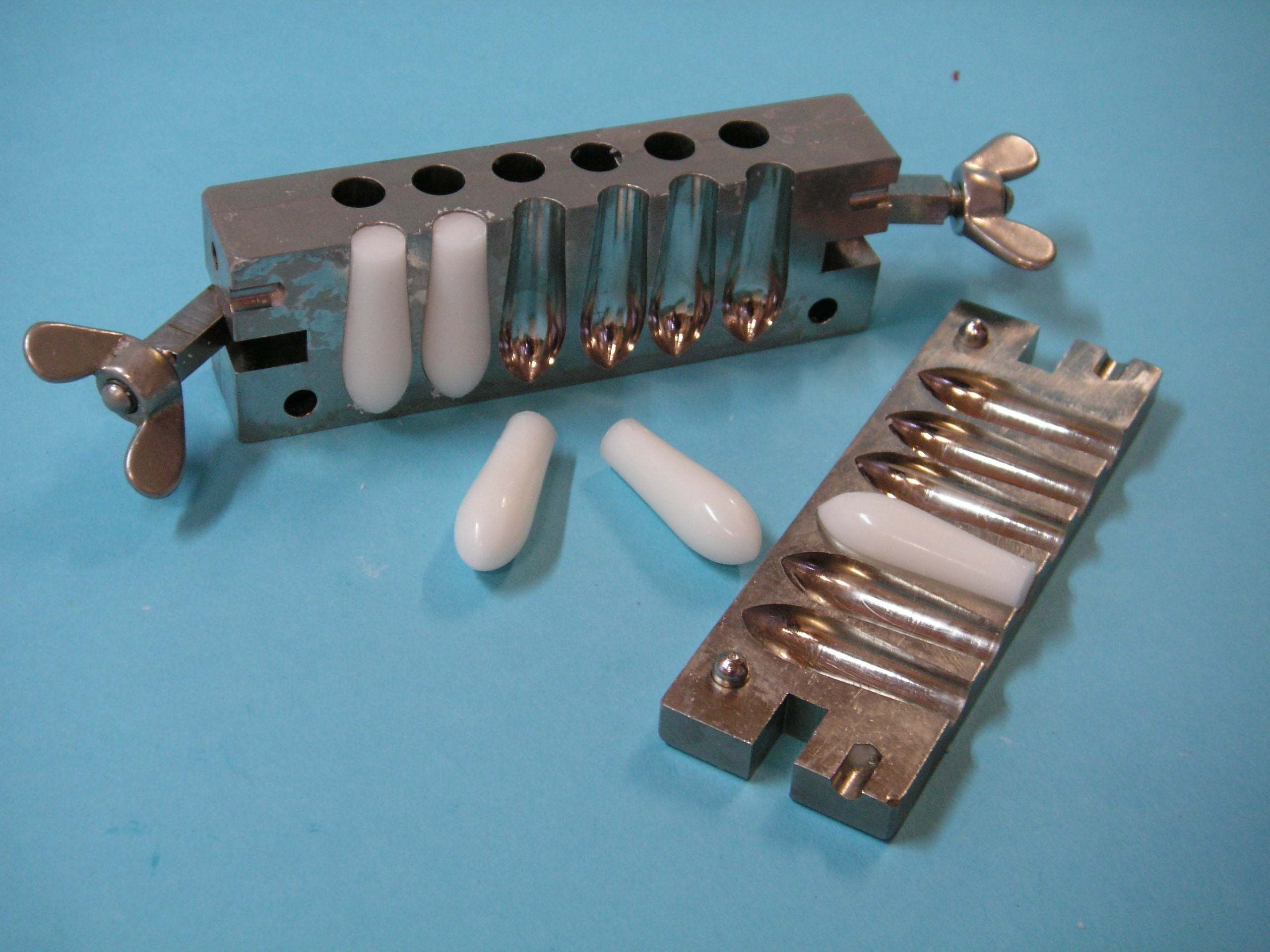

مواد جامد دارویی و مواد مایع دارویی را مخلوط کرده و سوسپانسیون تولید می‌شود. پس از گرم کردن ماده اصلی شیاف، سوسپانسیون به ماده شیاف گرم شده اضافه می‌شود. این مواد را هم می‌زنند تا به خوبی با هم مخلوط شوند، سپس آن را داخل قالب شیاف می‌ریزند. بهتر است از قبل قالب شیاف چرب شود. در مرحله بعد قالب شیاف را در یخچال قرار داده و پس از یک ساعت قالب را باز کرده و شیاف‌ها را بیرون می‌آورند. پس آن شیاف را بسته‌بندی می‌کنند.

## شیاف پرسی
این روش ساختن شیاف خیلی قدیمی است و در حال حاضر به کار نمی‌رود. برای این نوع تولید، لازم است در درجه حرارت اتاق ماده اصلی شیاف و داروی جامد را مخلوط کرده و به وسیله دستگاه پرس شیاف را می‌سازند.

## کیفیت شیاف
شیاف نباید سطح روده را حساس کند و به این دلیل داروسازان این شیاف را بر روی خرگوش آزمایش می‌کنند و واکنش‌های خرگوش را بررسی می‌کنند.
شیاف به دو بخش بریده می‌شود و غلظت دارو درهر بخش اندازه‌گیری می‌شود. نباید اختلاف غلظت دو بخش از ۱٪ بیشتر باشد.